# Perský koberec
Perský koberec je ručně vázaný koberec vyrobený v Íránu (historicky Persie). Vlas koberce je vázaný z vlněné nebo hedvábné příze na tkaném podkladě. Pro výrobek je charakteristické bohaté vzorování se složitými, často květinovými motivy s jemnými odstíny mnoha různých barev.
Výraz perský koberec se používá (v angličtině) asi od 30. let 19. století.

## Z historie perských koberců
Koberce s vlasovým povrchem se začaly vyrábět v různých asijských regionech pravděpodobně před více než 2 000 lety před n. l.
Nejstarší dochovaný exemplář vyrobený tímto způsobem na území dnešního Íránu pochází ze začátku 16. století.
Za nejdůležitější periodu ve vývoji perských koberců je považováno období od 16. do 18. století. Z této doby se zachovalo v různých muzeích a soukromých sbírkách na celém světě asi 1500 vzácných exemplářů.
Koncem 19. století ovlivnili vývoj perských koberců evropští a američtí podnikatelé, kteří v tehdejší Perzii organizovali výrobu zaměřenou na vkus a požadavky zákazníků v západních státech.
Na začátku 21. století bylo zaměstnáno výrobou a odbytem koberců (od stříže vlny až po obchod v bazarech) na 10 milionů obyvatel Íránu. 
V té době bylo známých celkem 13 regionů, ve kterých se vyráběly značkované druhy koberců (brands), jen tři z nich však dodávaly soustavně prvotřídní výrobky. Byly to:
| Oblast      | Značka  | Aspekty charakterizující značku                                             |
| Isfahán     | Isfahán | Slavní, známí výrobci / bohatá kultura a architektura jako zdroj kreativity |
|             | Kášán   | Město luxusních textilií / zkušenosti se zpracováním vláken                 |
|             | Nain    | Speciální vzorování / výroba v pouštní oáze                                 |
| Ázerbájdžán | Tabríz  | Slavní, známí výrobci / muži jako vazači koberců                            |
|             | Heris   | Jednotný styl / systém vázání bez předchozího vzorování                     |
| Ghom        | Ghom    | Celohedvábné výrobky / slavní výrobci / vliv přistěhovalců                  |

Mimo těchto se hodnotí kurdistánská značka Bijar a značka Gabbeh vyráběná kočovníky z oblasti Fars jako vysoce kvalitní výrobky.
Asi 10 dalších druhů (např. Kerman, Bachtiari, Yazd, Arak) dosahuje jen nižší stupně jakosti.
Výroba perských koberců dosáhla v roce 2013 asi 3 miliony m2. Objem výroby se v první dekádě století soustavně snižoval (z 8 milionů m2 v roce 2003).

## Ukázky jednotlivých druhů perských koberců

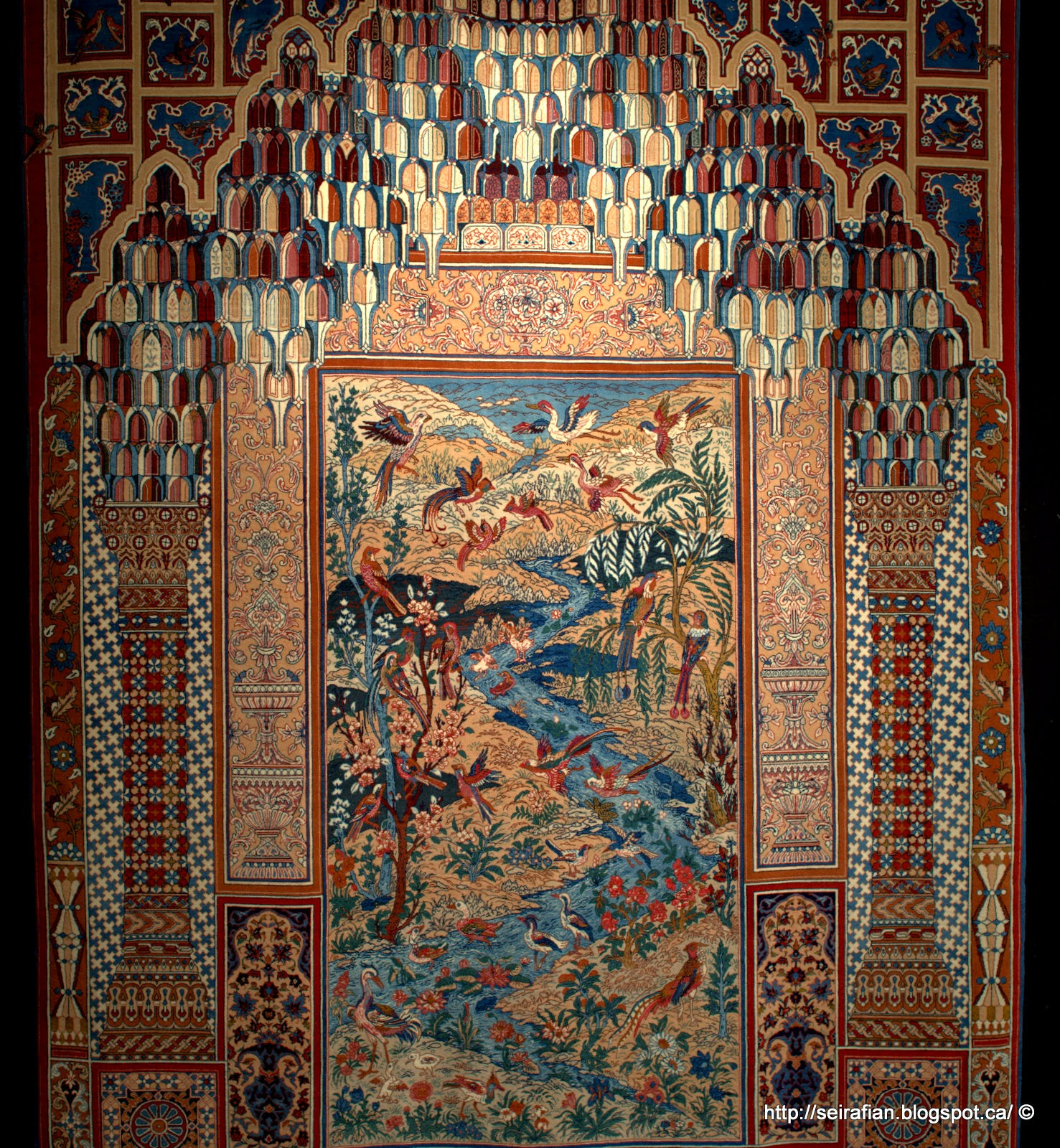
Isfahám
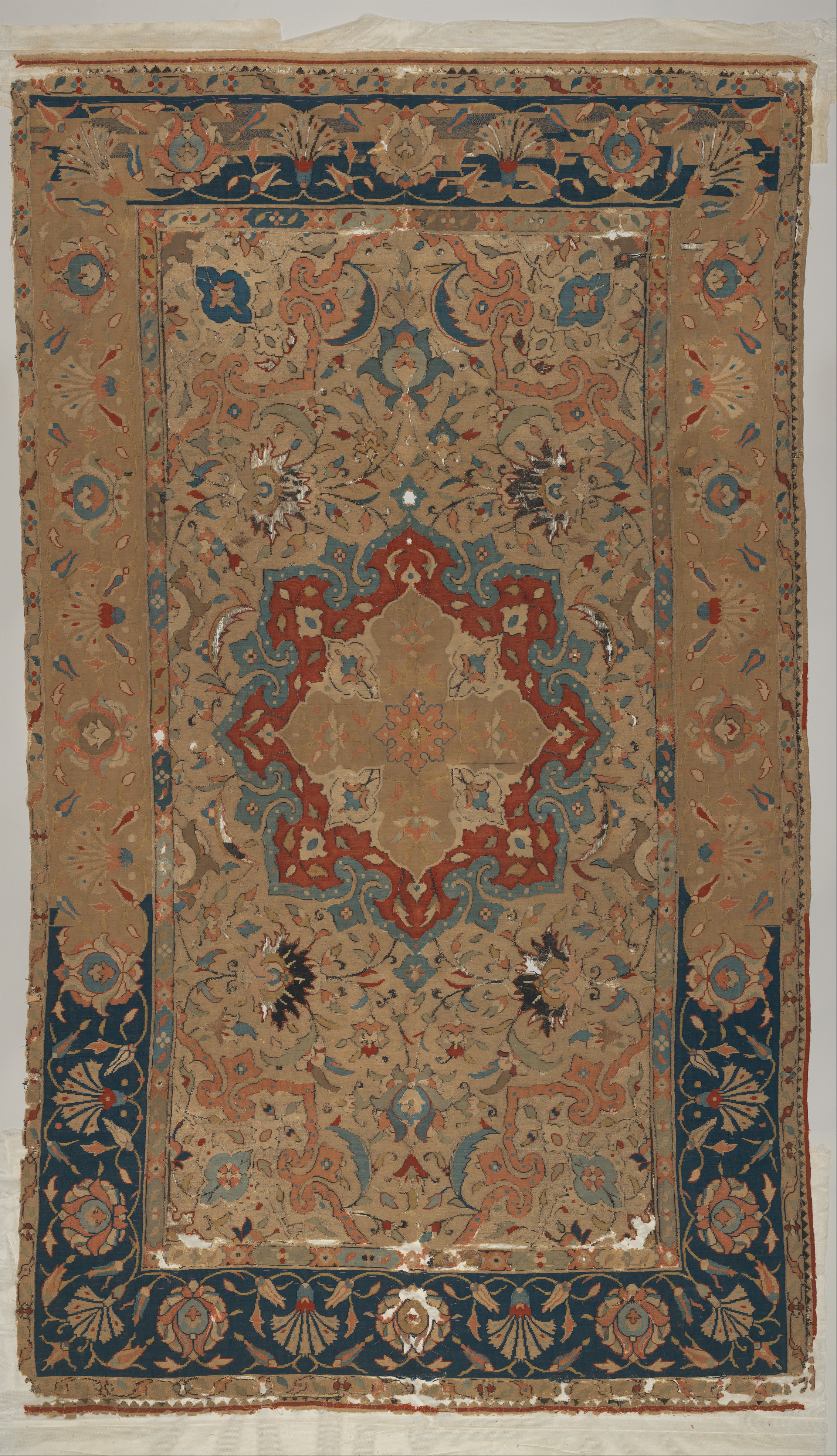
Kášán
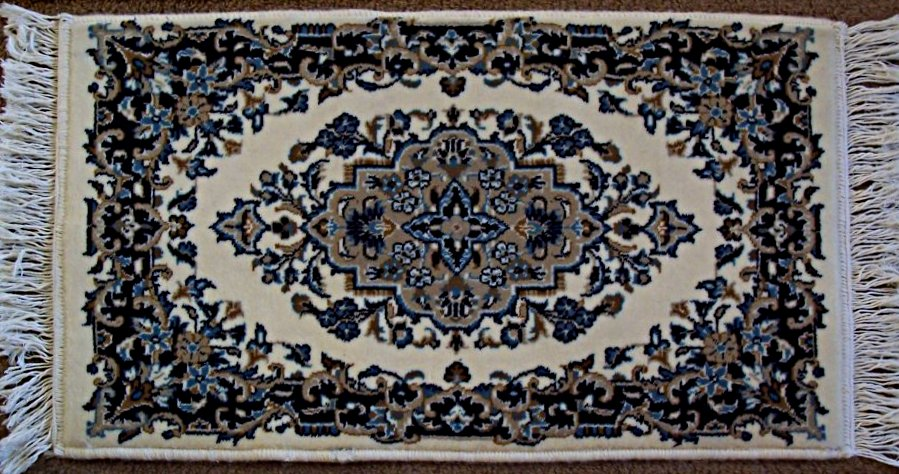
Nain
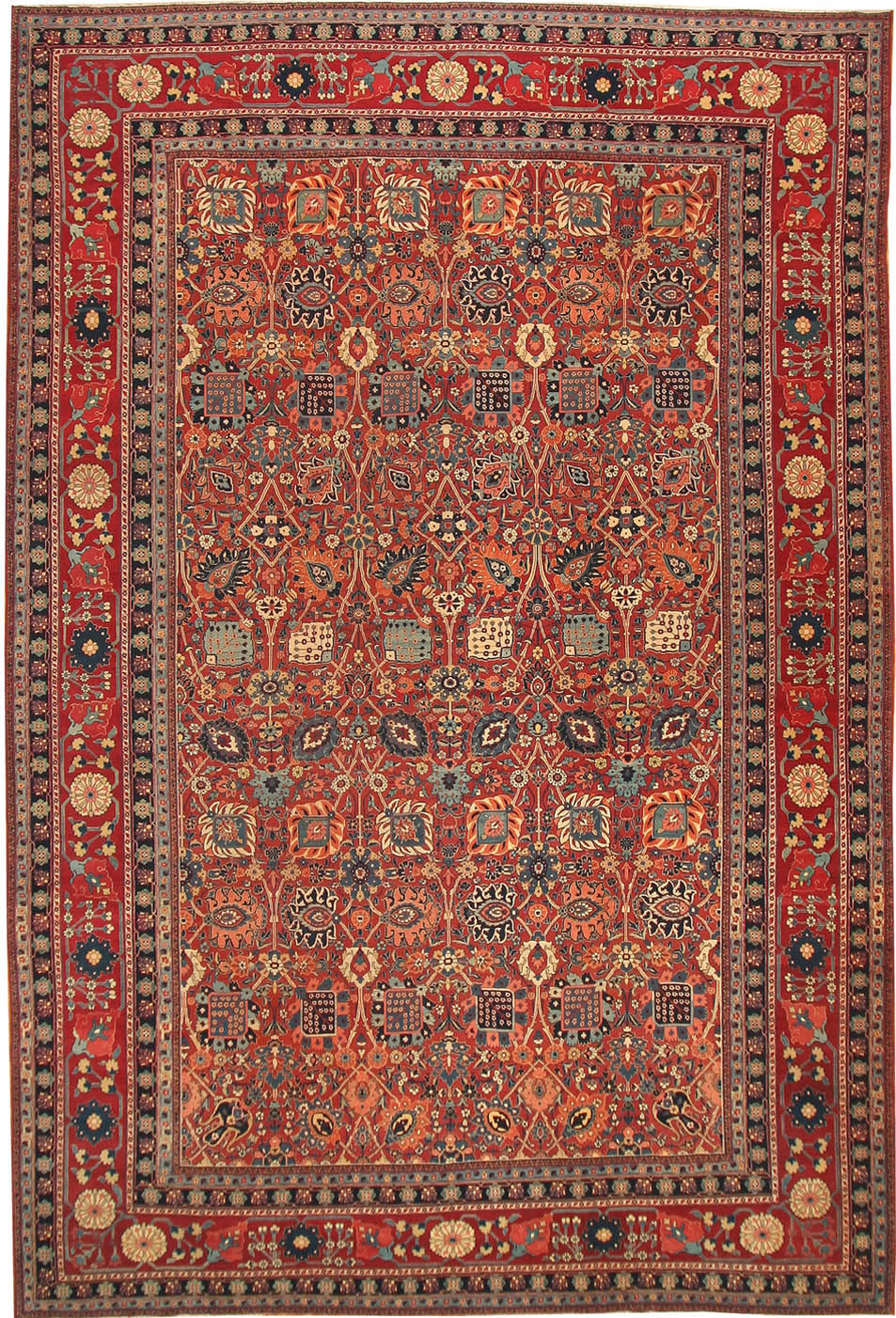
Tabríz
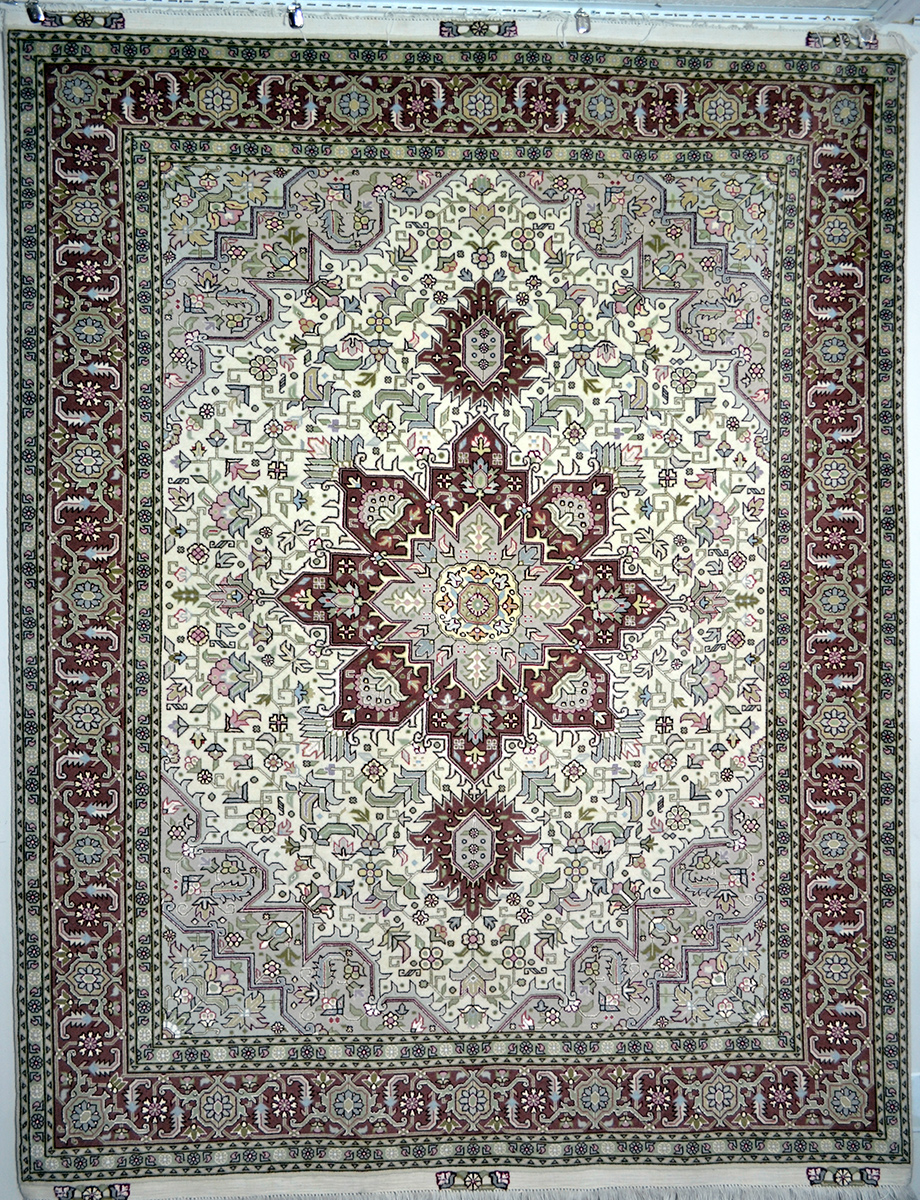
Heris
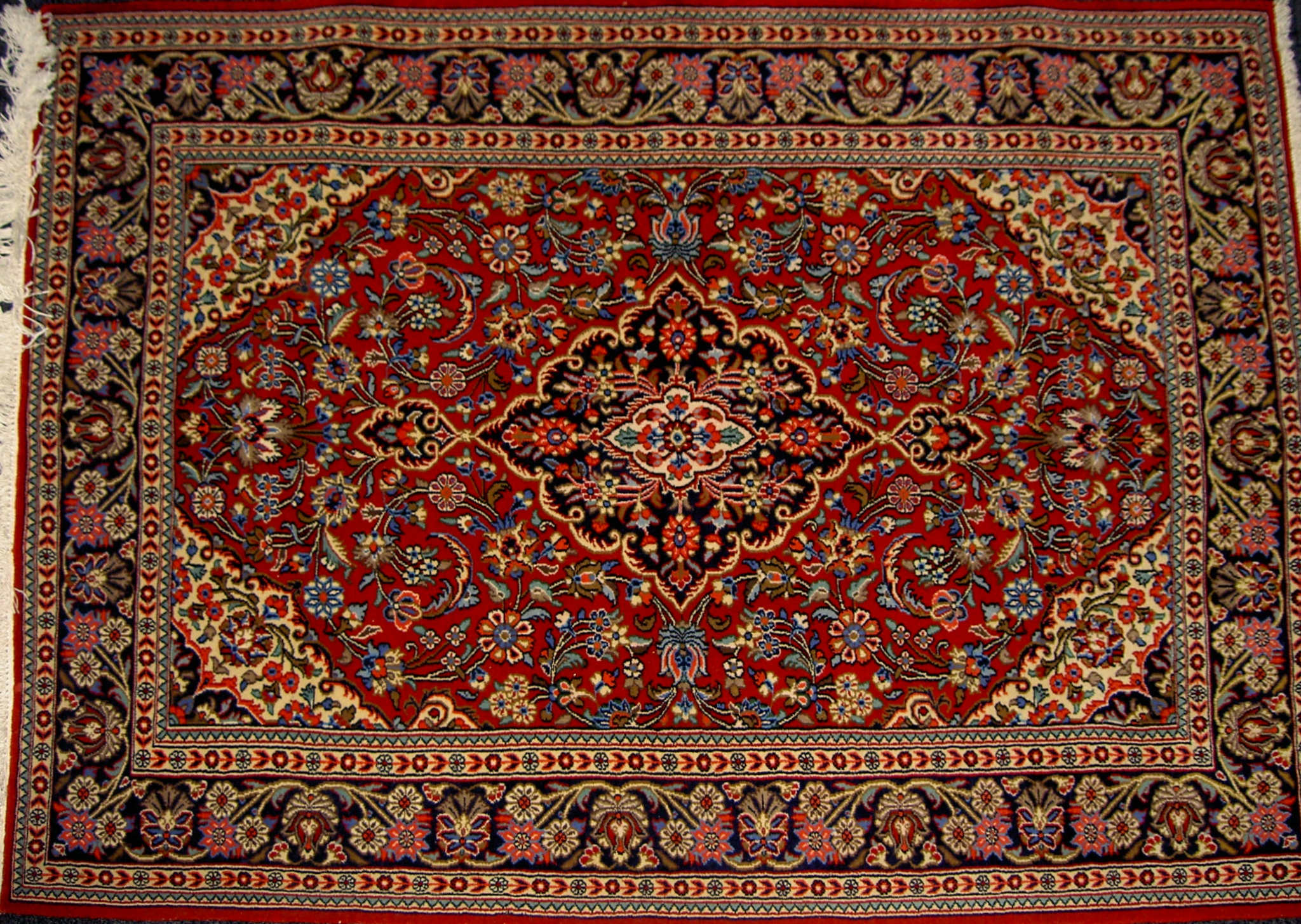
Ghom
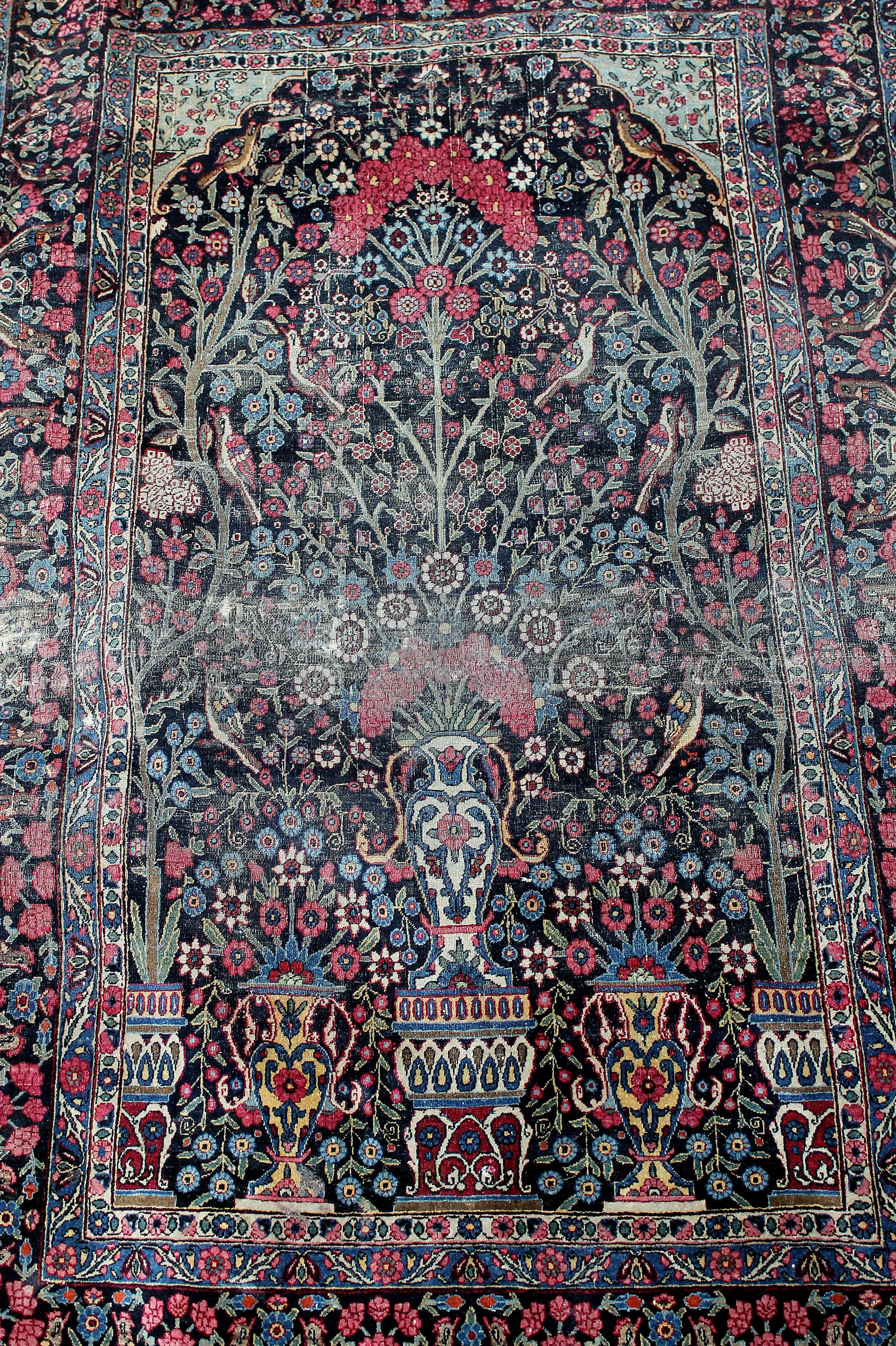
Bijar
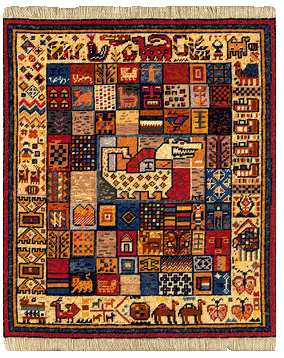
Gabeh